# Gods River
Gods River är ett vattendrag i Kanada.   Det ligger i provinsen Manitoba, i den östra delen av landet, 1 700 km nordväst om huvudstaden Ottawa.
Trakten runt Gods River består huvudsakligen av våtmarker. Trakten runt Gods River är nära nog obefolkad, med mindre än två invånare per kvadratkilometer.